# L'Instant que nous vivons
Pour plus de détails, voir Fiche technique et Distribution.
L'Instant que nous vivons (Это мгновение) est un drame de guerre soviétique réalisé par Emil Loteanu et sorti en 1970. 

## Synopsis
Printemps 1939, fin de la guerre d'Espagne, un avion en flammes des forces républicaines tombe dans la mer.
Dans les brefs instants qui séparent la vie de la mort, tout ce qui l'a conduit dans le cockpit défile devant le regard mental du pilote.
1937. Le pilote moldave Mihai Adam, un garçon simple de Bessarabie, est engagé pour travailler dans l'Espagne révolutionnaire. Mais il n'a rien à voir avec les Brigades internationales - il n'est lié à la République que par un contrat : il convoie des avions vers l'Espagne et transporte des cargaisons achetées par la République ou offertes à celle-ci en guise d'aide. Il se moque de savoir de quel côté il vole — il se trouve être du côté des Républicains — c'est un « soldat de fortune » qui est venu ici pour l'amour du risque, de la romance et, surtout, de l'argent, regardant de haut les révolutionnaires idéalistes et les volontaires communistes rassemblés dans le monde entier. Mais, ayant rencontré ici de vrais amis et un véritable amour, il se rend compte qu'il y a autre chose que l'argent, que tout ne s'achète pas et que tout le monde ne s'achète pas, et il devient un participant volontaire à la lutte du peuple contre les franquistes. Ayant appris la valeur des gens, il accomplit ce qui lui était impossible auparavant. Bien que son exploit, qui lui a coûté la vie, soit inutile au regard de la situation réelle, bien que la guerre a déjà été perdue pour la République et qu'il s'agit de l'une des dernières batailles aériennes, pour lui, les choses ont désormais un sens.

## Fiche technique
- Titre français : L'Instant que nous vivons[1]
- Titre original : Это мгновение[2]
- Réalisation : Emil Loteanu
- Scénario : Emil Loteanu
- Photographie : Vlad Ciurea
- Musique : John Ter-Tatevossian (ru)
- Décors : Enrique Rodríguez
- Société de production : Moldova Film
- Pays d'origine :  Union soviétique
- Langue originale : russe
- Genre : drame de guerre
- Durée : 102 minutes
- Dates de sortie :
  - Union soviétique : 23 février 1970

## Distribution
- Maria Sagaidac (ro) : Amparo
- Mihai Volontir : Mihai Adam
- Gérard Fernandes : Pepe Garrote
- Mircea Soţchi-Voinicescu (ro) : Pitchoul
- Svetlana Toma : la femme française